# Brachynemurus nebulosus
Brachynemurus nebulosus is een insect uit de familie van de mierenleeuwen (Myrmeleontidae), die tot de orde netvleugeligen (Neuroptera) behoort. 
Brachynemurus nebulosus is voor het eerst wetenschappelijk beschreven door Olivier in 1811.